# Carmichaelia egmontiana
Carmichaelia egmontiana är en ärtväxtart som först beskrevs av Leonard C. Cockayne och Harry Howard Barton Allan, och fick sitt nu gällande namn av George Simpson. Carmichaelia egmontiana ingår i släktet Carmichaelia och familjen ärtväxter. Inga underarter finns listade i Catalogue of Life.